# Żytelkowo
Żytelkowo (deutsch Siedkow) ist ein Dorf mit ca. 200 Einwohnern in Polen und gehört zur Landgemeinde Białogard (Belgard) im Powiat Białogardzki in der Woiwodschaft Westpommern. Es liegt sechs Kilometer südöstlich der Kreisstadt an der Liśnica (Leitznitz).

## Geschichte

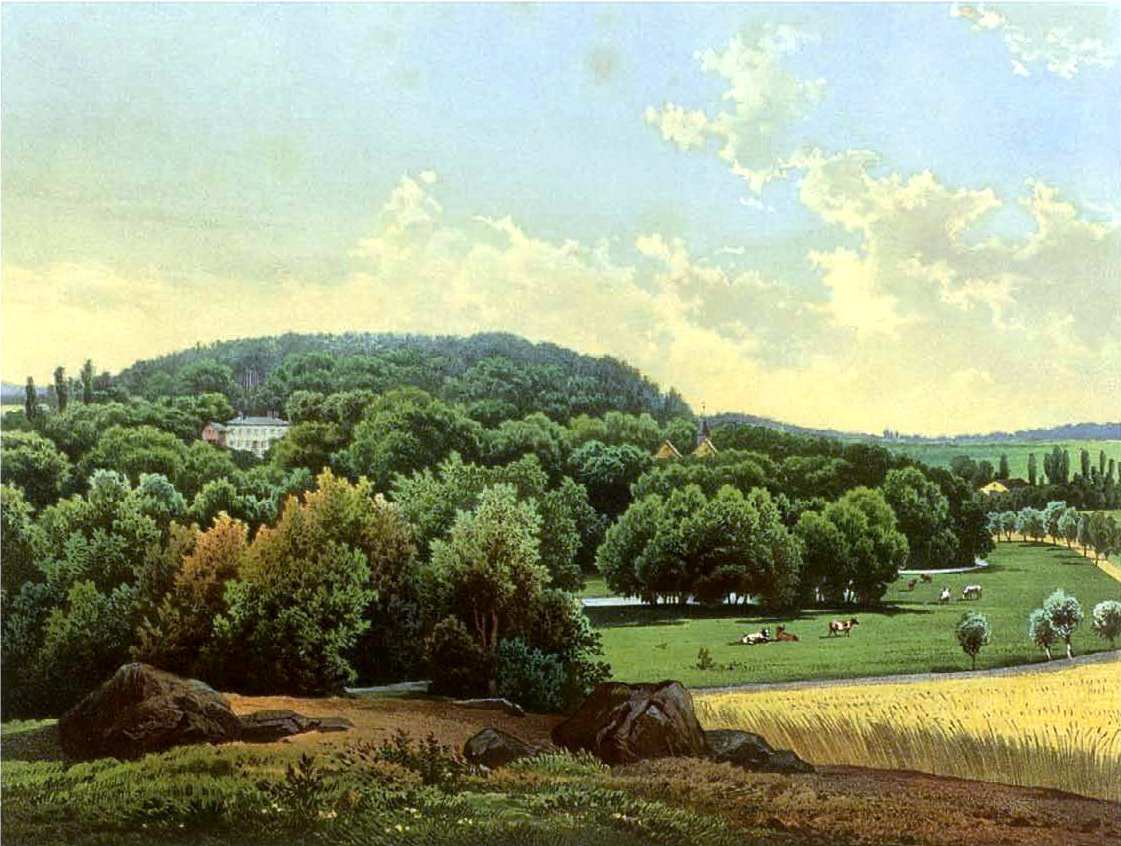
Gut Siedkow um 1860, Sammlung Alexander Duncker

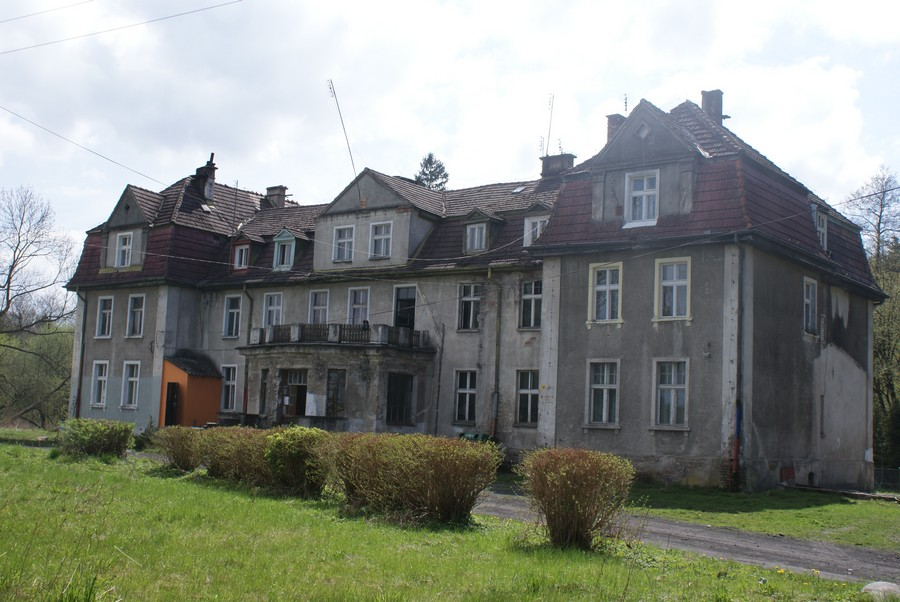
Foto des ehemaligen Rittergutes Siedkow der Familie von Kleist von 2010

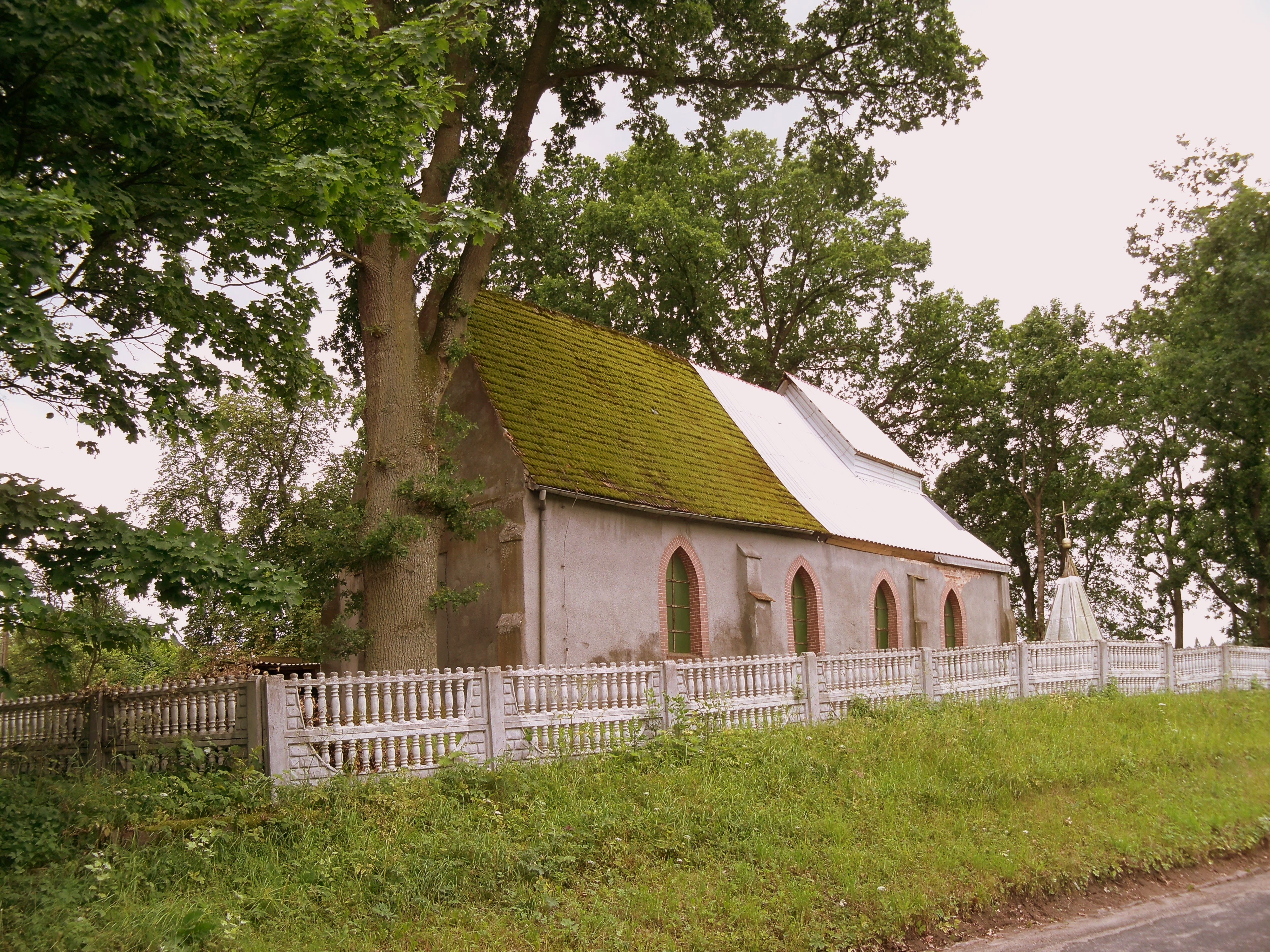
Alte Feldsteinkirche von Żytelkowo vormals Siedkow

Siedkow (ehemals auch Sitkow) ist ein altes Lehn-Rittergut derer von Kleist und ein altes Pfarrdorf. In der Zeit, als Bischof Otto von Bamberg (1060–1139) auf seiner zweiten Missionsreise durch Pommern auch Belgard besucht hat, soll in Siedkow eine Kirche errichtet worden sein.
Mitte des 19. Jahrhunderts wurden in Siedkow 263 Einwohner, 31 Wohnhäuser, 23 Wirtschaftsgebäude und eine Wassermühle an der Leitznitz gezählt (letztere bestand bis 1945). Bahnstation war der Bahnhof in Belgard an der Reichsbahnstrecke Nr. 111 Berlin–Stettin–Köslin–Danzig–Königsberg u. a.
Im Jahr 1939 waren 277 Einwohner ansässig. Letzter deutscher Bürgermeister war Willi Treichel.
Am 5. März 1945 besetzten sowjetische Truppen das Dorf. Der letzte Gutsbesitzer, Gustav Drevs senior, wurde erschossen. Die Männer des Ortes wurden am 17. März 1945 aus Siedkow über Klempin (heute polnisch Klępino Białogardzkie) nach Osten verschleppt. In der Folge des Krieges kam Siedkow zu Polen und ist heute Ortsteil der Landgemeinde Białogard.

## Kirchspiel Siedkow
Das evangelische Kirchspiel Siedkow mit der Filialgemeinde Pumlow  und der Kapelle in Klein Dubberow gehörte bis 1945 zum Kirchenkreis Belgard in der Kirchenprovinz Pommern der Evangelischen Kirche der Altpreußischen Union. Eingepfarrt waren die Dörfer (Darkow), (Klempin) sowie Klein und Groß Dubberow (seit 1928 zur Landgemeinde Dubberow (Dobrowo) zusammengelegt). Das Kirchenpatronat übten die Rittergutsbesitzer von Kleist (Dubberow) aus, zuletzt Hermann-Konrad von Kleist.
Im Jahr 1940 zählte das Kirchspiel 2151 Gemeindeglieder.
Seit 1945 leben in Żytelkowo überwiegend katholische Kirchenglieder. Heute hat der Ort den Pfarrsitz zugunsten von Dobrowo (Klein Dubberow) eingebüßt und ist nun – wie auch Bukówko ((Neu) Buckow) – Filialgemeinde in der Pfarrei Dobrowo. Sie liegt im Dekanat Białogard (Belgard) im Bistum Köslin-Kolberg der Katholischen Kirche in Polen.
Evangelische Christen, die heute im Gebiet des ehemaligen Kirchspiels Siedkow wohnen, gehören zur Diecezja Pomorsko-Wielkopolska (Diözese Pommern-Großpolen) mit Sitz in Sopot (Zoppot) der Evangelischen Kirche Augsburger Bekenntnisses in Polen (Kościoł Ewangelicko-Augsburski (Luterański) w Polsce). Der zuständige Pfarrer wohnt in Koszalin (Köslin) und hält die Gottesdienste in Białogard, in regelmäßigen Abständen auch in deutscher Sprache.

### Kirchen
- Siedkow: Die Feldsteinkirche stammt in ihren ältesten Teilen aus dem Jahre 1128. Eine Inschrift nennt das Baujahr 1569. Der Turmaufsatz ist aus Holz, mit einem kleinen Zeltdach versehen, das nach 1945 niedriger gesetzt werden musste. In dem Turmaufsatz befindet sich eine 1756 umgegossene Glocke mit der Inschrift „GOSS MICH JOHANN MEYER IN COLBERG – REFUSA 1756 PAST. ISAACO MUSAEO“.[1]
- Pumlow:  Die auf einem Hügel gelegene turmlose Fachwerkkirche geht auf das Jahr 1411 zurück. Sie ist oftmals neu gestaltet worden. Im Innern stand ein holzgeschnitzter Altar und eine alte Kanzel aus Eichenholz. 1934 fand eine massive Erneuerung der Giebelfront statt.
- Dubberow: Die Kapelle in Klein Dubberow ließ 1792/1793 die Gutsbesitzerfamilie von Kleist erbauen, deren ansehnliches Schloss den Mittelpunkt des Ortes bildete. In dieser Kapelle wurde 1890 Ewald von Kleist getauft, der spätere Gutsbesitzer in Schmenzin (Smęcino), Mitglied der pommerschen Kirchenprovinzialsynode und scharfer Gegner des Nationalsozialismus: wegen seiner Beteiligung am Attentat des 20. Juli 1944 wurde er zum Tode verurteilt und am 9. April 1945 in Berlin-Plötzensee hingerichtet.

### Pfarrer von der Reformation 1545 bis 1945
1. Eggert von Wolde
2. Anton Voß, bis 1556
3. Georg Moltzahn, 1556–1583
4. Johann Moltzahn (Sohn von 3.), 1583–1599
5. Richard Moltzahn (Sohn von 4.), wohl ab 1600
6. Christian Alexandri, 1614–1672
7. Christian Braunschweig, 1674–1718 (?)
8. Isaak Musäus, 1719–1762
9. Isaak Musäus (Sohn von 8.), 1763–1768
10. Wilhelm Gottfried Frankenfeld, 1769–1818
11. Heinrich Ferdinand Edelbüttel, 1818–1832
12. Christian Gottlieb Enghardt, 1833–1863
13. Johann Hermann August Karow, 1863–1883
14. Albrecht Heinrich Moritz Lindow, 1883–1900
15. Johannes Franz Leberecht Reetz, 1900–1906
16. Johannes Rathke, 1909–1913
17. Johannes Scheel, 1913–1925
18. Karl Buth, 1926–1930
19. Johannes Röhrig, 1931–1945 (während seines Militäreinsatzes übernahm der Lehrer Julius Radtke die Amtsgeschäfte)

## Persönlichkeiten

### Söhne und Töchter des Ortes
- Bruno von Natzmer (1831–1867), preußischer Söldnerführer und Generalinspekteur der nicaraguanischen Armee
- Maria Karow (1879–1949), deutsche Autorin der Kolonialliteratur

### Mit dem Ort verbunden
- Gustav Drevs junior (1907–1988), lebte als Sohn des Gutsbesitzers in Siedkow und wurde nach der Vertreibung Politiker in Schleswig-Holstein